# Стройдеталь (платформа)
Стройдеталь — платформа (остановочный пункт) Ростовского региона Северо-Кавказской железной дороги, находящийся в городе Батайске Ростовской области.
Прежнее название остановочного пункта — «5 км».
Остановка пригородных электричек между Ростовом-на-Дону и Азовом.